# Elizabeth Ann Duncan
Elizabeth Ann Duncan, también conocida como Ma Duncan (alrededor de 1904 - 8 de agosto de 1962), fue una asesina estadounidense declarada culpable de planear el asesinato de su nuera en 1958. Fue la última mujer ejecutada en California antes de que la Corte Suprema de Estados Unidos suspendiera la pena de muerte gracias a la resolución de Furman v. Georgia en 1972. 
Elizabeth Duncan fue declarada culpable de contratar a Augustine Baldonado de 28 años de edad y Luis Moya de 23 años de edad para asesinar a su nuera, embarazada de siete meses en ese momento. Los tres prisioneros fueron ejecutados el mismo día en la cámara de gas de la Prisión Estatal de San Quentin el 8 de agosto de 1962. 

## Primeros años
Elizabeth Ann Duncan nació alrededor de 1904. Fue descrita como una vagabunda, declaró haberse casado 20 veces y de haber operado un burdel en San Francisco. Tuvo un hijo, Frank, e hizo de él el centro de su vida.
Angustiada por su vida, Elizabeth Duncan intentó suicidarse. Durante su recuperación, fue atendida por una enfermera, Olga Kupzyck, de 30 años. Frank, que en ese momento tenía 29 años y era abogado, se casó en secreto con Kupzyck. Elizabeth Duncan mostró unos celos anormales e interfirió en su matrimonio forzándolos a separarse. Era 1958 y Olga estaba embarazada de su primer hijo.

## Caso
Cuando Olga Duncan desapareció, tenía siete meses de embarazo del hijo de su esposo. Su suegra Elizabeth Duncan levantó las sospechas de la policía cuando se descubrió que había obtenido ilegalmente una anulación del matrimonio de su hijo Frank Duncan y Olga. Elizabeth Duncan contrató a Ralph Winterstein de 25 años de edad, para presentarse con ella ante el tribunal como la joven pareja. 
Casi un mes después, los investigadores encontraron el cuerpo de la mujer en Casitas Pass de Carpintería (California) en el Condado de Ventura. Augustine Baldonado, de 25 años, confesó que él y Luis Moya, de 22 años, habían recibido 6.000 dólares para matarla de parte de Elizabeth Duncan, la suegra de la víctima. Dirigieron a la policía al sitio donde estaba enterrado el cuerpo. Según el forense y las confesiones obtenidas, los dos hombres la secuestraron, golpearon con una pistola, estrangularon y la enterraron en una tumba poco profunda. Tal vez aun estaba viva cuando la enterraron.

### Motivo
Los investigadores especularon que Elizabeth Ann Duncan se vio amenazada por el vínculo de su hijo con su esposa. Circularon rumores acerca de la relación de Duncan y su hijo después de ser detenida en la Cárcel de Ventura.

## Condena y ejecución
Elizabeth Duncan subió al estrado en su defensa, admitió haber hablado con los dos sospechosos pero dijo que la chantajearon. El jurado se tomó 4 horas y 51 minutos para declararla culpable. Fue sentenciada a muerte en diciembre de 1958. Después de varias apelaciones, que confirmaron la primera sentencia, fue ejecutada al igual que los dos asesinos a sueldo que contrató, el mismo día en la cámara de gas el 8 de agosto de 1962 en la Prisión Estatal de San Quentin.